# Krenar Alimehmeti
Krenar Alimehmeti, albanski nogometaš in nogometni trener, * 17. avgust 1966, Albanija.
Igral je za klub KF Tirana, prej poznan kot 17 Nëntori Tirana. Na svetovnem prvenstvu leta 1988 je odigral vseh 90 minut tekme proti Poljski, kar je bil njegov edini nastop za albansko reprezentanco.
Pred začetkom sezone 2007/08 je bil imenovan za trenerja kluba KF Elbasani in ga vodil eno sezono. 